# NGC 1241
NGC 1241 è una galassia a spirale barrata situata nella costellazione dell'Eridano, a una distanza di circa 185 milioni di anni luce dalla nostra Via Lattea.

## Scoperta
La galassia è stata scoperta il 10 gennaio 1785 dall'astronomo britannico di origine tedesca William Herschel.

## Descrizione
NGC 1241 ha una classe di luminosità II e presenta una larga riga a 21 cm dell'idrogeno neutro. È inoltre una galassia attiva del tipo Seyfert 2.

## Morfologia
NGC 1241 è stata utilizzata da Gérard de Vaucouleurs come esempio del tipo morfologico SAB(rs)b nel suo atlante delle galassie.

## Buco nero supermassiccio
Uno studio del 2007 sulla dispersione di velocità in 90 galassie del tipo Seyfert 2, ha permesso di stimare la massa del buco nero supermassiccio che si ritiene sia presente al centro di queste galassie. Per NGC 1241 la massa è stimata in 29 x 106 {\displaystyle M_{\odot }} (107,446).
Gli autori di un articolo pubblicato nel 2012 ritengono che la conoscenza della massa del buco nero centrale e del suo tasso di accrezione permette di stimare il tasso di formazione stellare nella regione centrale delle galassie di tipo Seyfert. Nel caso di NGC 1241, in un raggio di 1 kpc sarebbe compreso tra 0,59 e 2,4 {\displaystyle M_{\odot }}/anno.

## Disco che contorna il nucleo
Le immagini trasmesse dal Telescopio spaziale Hubble hanno permesso di rilevare un disco di attiva formazione stellare attorno al nucleo di NGC 1241. La dimensione del semiasse maggiore del disco è stimata in 790 pc (~2575 anni luce).

## Gruppo di NGC 1241

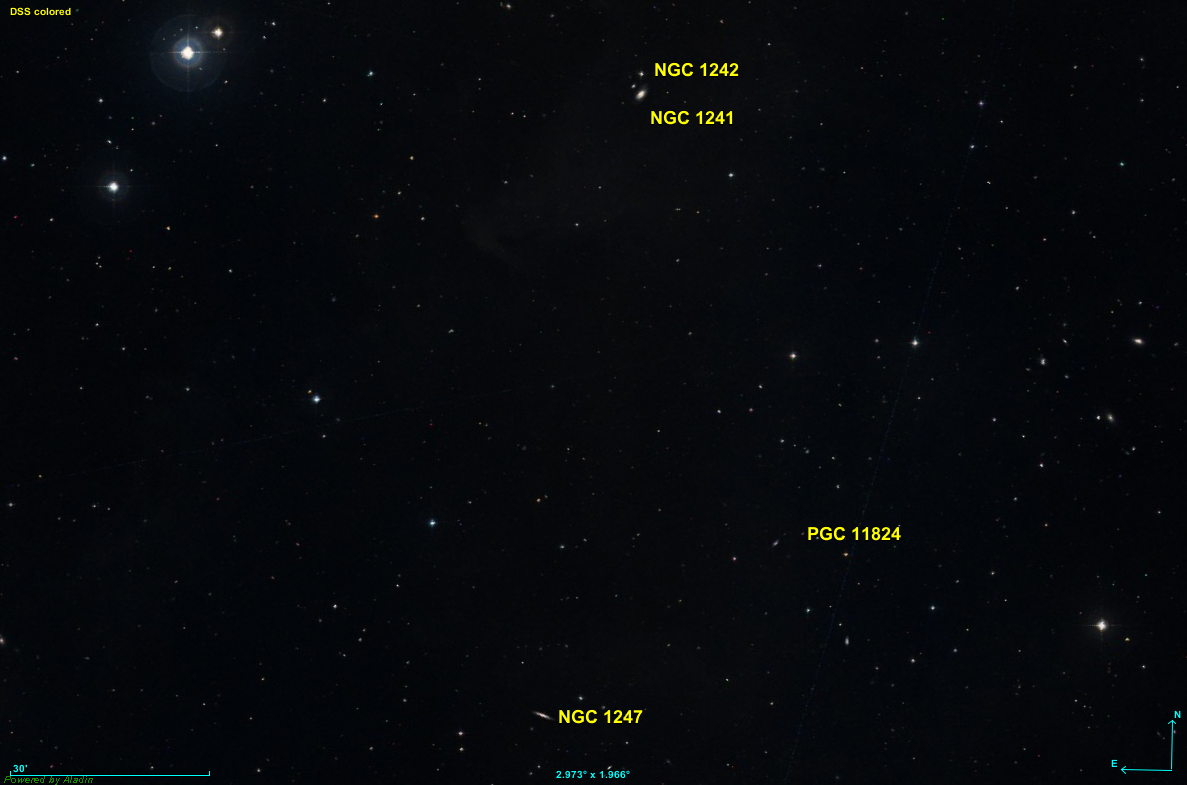
NGC 1241, NGC 1242, NGC 1247 e PGC 11824 fanno parte del Gruppo di NGC 1241. La quinta galassia del gruppo è al di fuori del campo dell'immagine.

NGC 1241 è la più vasta e luminosa di un gruppo di galassie che comprende almeno cinque membri. Le altre quattro galassie del Gruppo di NGC 1241 sono NGC 1242, NGC 1247, MCG -2-9-6 (PGC 11824) e MK 1071 (PGC 11937).
In particolare NGC 1241 e NGC 1242 si trovano a una distanza molto simile dal nostro sistema solare e formano probabilmente una coppia di galassie in interazione gravitazionale reciproca. Le due galassie sono registrate nell'Atlas of Peculiar Galaxies con il codice ARP 304.